# Stanoviště (district de Brno-Campagne)
Stanoviště (en allemand : Stanowischt) est une commune du district de Brno-Campagne, dans la région de Moravie-du-Sud, en République tchèque. Sa population s'élevait à 406 habitants en 2020.

## Géographie
Stanoviště se trouve à 6 km au sud-sud-est de Velká Bíteš, à 27 km à l'ouest-nord-ouest de Brno et à 161 km au sud-est de Prague.
La commune est limitée par Velká Bíteš au nord, par Zálesná Zhoř et Zbraslav à l'est, par Újezd u Rosic au sud et au sud-ouest, et par Krokočín à l'ouest.

## Histoire
La première mention écrite de la localité date de 1327.